# أوبي وان كينوبي
أوبي وان كينوبي هو شخصية خيالية من عالم حرب النجوم وهو من الشخصيات الرئيسية في السلسلة. وهو أحد فرسان الجيداي وهو من علّم أناكين سكاي ووكر أساليب الجيداي. وهو أحد أربع شخصيات ظهرت في جميع أفلام حرب النجوم الستة. ومثل دوره السير أليك غينيس في الثلاثية الأصلية، وايوان ماكجريجور في الثلاثية التالية، وأدى صوته جيمس أرنولد تايلور في أعمال حرب النجوم الأخرى.

## الظهور

### الأفلام

#### الحلقة الأولى: تهديد الشبح

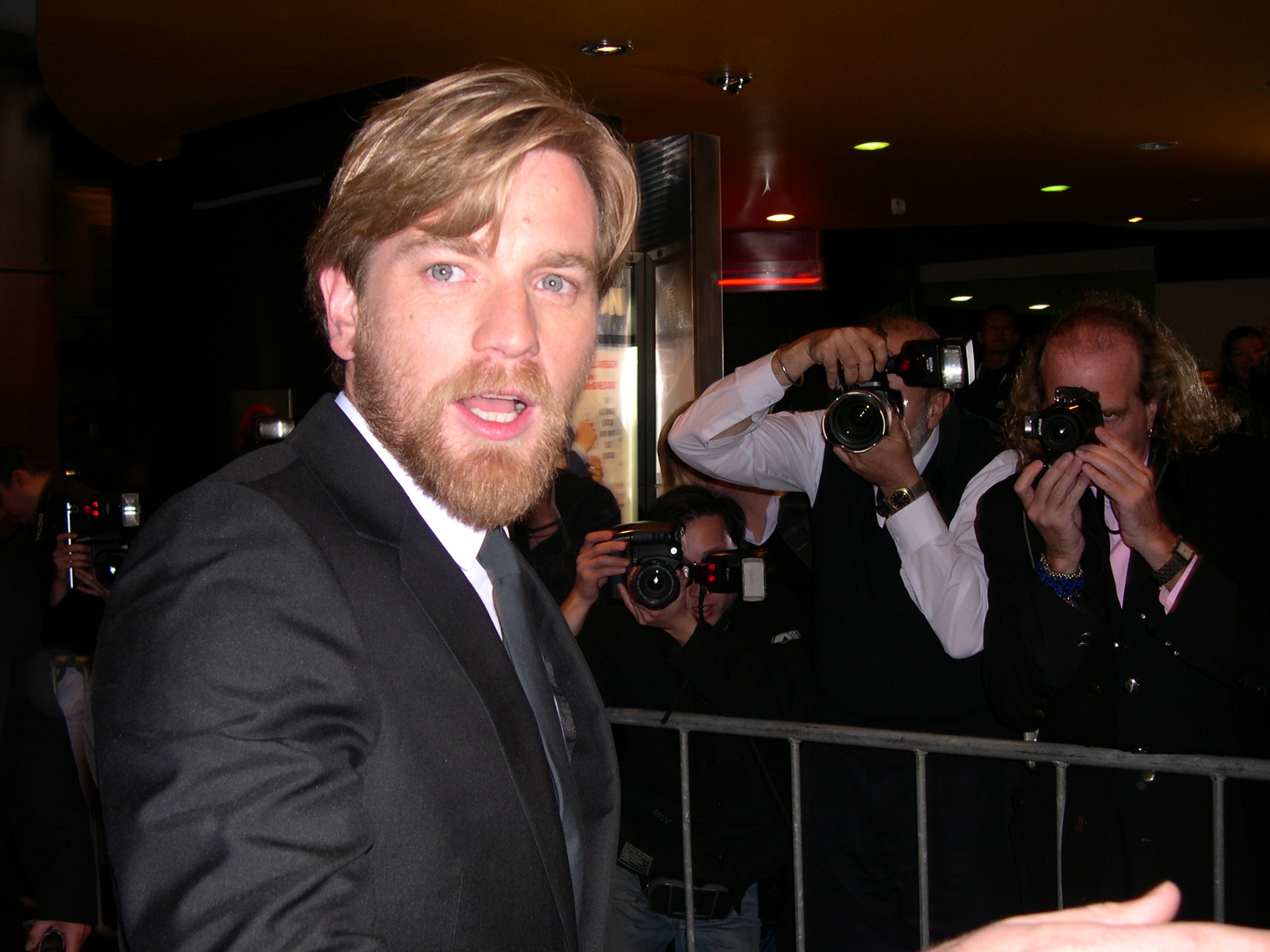
إيوان ماكغريغور

يظهر أوبي وان بشكل تلميذ شباب، ورافق سيده كوي غون جين لمتابعة المفاوضات مع اتحاد التجارة الذين حاصروا كوكب نابو. تعرضوا للهجوم عند وصولهم فاضطروا للتراجع إلى الكوكب، حيث قابلوا الكائن الأخرق جار جار بينكس، الذي ساعدهم في الوصول إلى الملكة بادمي أميدالا، ثم ساعداها في الهروب من الكوكب. أصيبت السفينة في الطريق وحطوا على كوكب تاتوين، وهناك قابلوا أناكين سكاي ووكر، الذي كان عبدا. رأي كوي غون أن هذا الولد سيكون المختار الذي تحدثت عنه نبوءات الجيداي. رفض مجلس الجيداي طلب كوي غون بتدريب أناكين، لأن مستقبل الصبي مبهم وقد يكون خطرا على الجميع.
خلال معركة نابو، يصاب كوي غون بجرح قاتل على يد دارث مول. وتمكن أوبي وان من أخذ سيف سيده وهزم مول. وطلب منه كوي غون وهو يلفظ أنفاسه الأخيرة أن يدرب أناكين. تم منحه لقب فارس لبطولته، ووافق يودا على مضض أن يسمح له بتدريب أناكين.

#### الحلقة الثانية: هجوم المستنسخين
في الحلقة الثانية التي تدور أحداثها بعد عشر سنوات من الحلقة الأولى، أصبح أوبي وان من أهم فرسان الجيداي وكان يدرب التلميذ أناكين. وكان أناكين قد أصبح قويا لكنه كان متعجرفا، ورأى أن أوبي وان يعيق تقدمه.
تم تكليفه هو وأناكين بحماية السيناتور بادمي أميدالا بعد محاولة اغتيالها. تتبع أوبي وان منفذ العملية إلى كوكب كامينو، وعلم هناك بوجود جيش مستنسخ ضخم بناه سكان الكوكب للجمهورية المجرية. ثم التقى بصياد الجوائز جانغو فيت وأدرك أنه منفذ محاولة الاغتيال. حاول أوبي وان أن يقبض على فيت لكنه تمكن من الهرب. ولحق أوبي وان به بأن وضع جهاز تتبع على سفينته.
وصل أوبي وان إلى كوكب جيونوسيس، واكتشف اتحادا من الأنظمة المستقلة، والمعروف باسم الانفصاليين، وهم مجموعة من الأنظمة النجمية التي تخطط للانفصال عن الجمهورية بقيادة الكونت دوكو. تم القبض على أوبي وان بعد إرساله رسالة إلى أناكين.
وصل أناكين وبادمي لإنقاذ أوبي وان قبل أن يتم القبض عليهم، وحكم على الثلاثة بالإعدام، قبل أن تقذهم مجموعة من الجيداي بقيادة ميس ويندو ويودا. يتجه أوبي وان وأناكين لمواجهة دوكو في مبارزة، حيث يوجه دوكو موجة برق نحو أناكين ويتمكن من جرح أوبي وان. يرجع أناكين لمواجهته برفقة يودا، لكن دوكو يتمكن من إلهائهم والفرار.

#### الحلقة الثالثة: انتقام السيث
بعد ثلاث سنوات أحداث الحلقة الثانية، أصبح أوبي وان من أسياد الجيداي وعضوا في مجلس الجيداي الأعلى وقائدا في جيش الجمهورية. أما أناكين فقد أصبح من فرسان الجيداي وظل يرافق معلمه. تم إرسال الثنائي في مهمة لإنقاذ المستشار بالباتين، الذي تم اختطافه من قبل زعيم الانفصاليين الجنرال غريفوس. يتبارز الاثنان في طريقهما مع الكونت دوكو، فينجح أناكين في هزيمته وقتله.
تم استدعاء أوبي وان لمواجهة الجنرال غريفوس. وفي هذا الوقت استطاع بالباتين أن يفسد أناكين ويأخذه للجانب المظلم من القوة ليحوله إلى دارث فيدر.
عثر أوبي وان على معسكر الانفصاليين ونجح في قتل الجنرال غريفوس. أصدر بالباتين الأمر للجنود بقتل الجيداي، ونحج أوبي وان في الفرار. عاد أوبي وان مع يودا إلى كوكب كوروسكانت ليكتشفوا أن جميع فرسان الجيداي في المعبد قد قتلوا، حتى التلاميذ الصغار. فوجه أوبي وان رسالة لجميع الجيداي الباقين لأن يهربوا ويتخفوا في أنحاء المجرة. ثم عرف أوبي وان أن تلميذه أناكين شارك في المجزرة. انفصل يودا وأوبي وان لمحاربة الشريرين، فذهب يودا لمحاربة بالباتين، وذهب أوبي وان لمحاربة أناكين. أراد أوبي وان محاربة بالباتين ليتجنب قتل تلميذه، لكن يودا رفض لأنه ليس قويا كفاية ليواجه بالباتين، كما أن أناكين الذي يعرفه قد ضاع للأبد.
لم يتمكن أوبي وان من تحديد موقع فيدر، فزار بادمي لتخبره بموقعه، لكنها رفضت إخباره، لأنها تعلم أن أوبي وان سيقتله. أدرك أوبي وان أن بادمي حامل بطفل أناكين فتركها. وعندما اتجهت بادمي إلى كوكب موستافار لتواجه زوجها، لحقها أوبي سرا إلى هناك.
بعد وصول بادمي على موستافار، خرج أوبي وان من السفينة، فظن أناكين أن زوجته غدرت به فقام بخنقها عن طريق القوة حتى أفقدها الوعي. فاشتبك أوبي وان وأناكين في معركة انتهت بقطع ساقي أناكين ويده البسرى. انزلق أناكين على مقربة من الحمم البركانية واحترق بشدة، أخذ أوبي وان سيف تلميذه وتركه لحتفه. لكنه لم يدر أن اناكين ظل متشبثا بالحياة قبل أن ينقذه بالباتين، الذي أعد له جسما آليا والذي ظهر به في الثلاثية الأصلية.
عاد أوبي وان إلى بادمي ليشاهدها تموت بعد الولادة وهو عاجز عن فعل أي شيء. ثم أخبره يودا أن روح كوي غون جين ستظل معه. انتهي الفيلم بأن قام أوبي وان بتسليم الطفل لوك إلى لأهله الجدد ثم اختفى عن الأنظار.

#### الحلقة الرابعة: أمل جديد

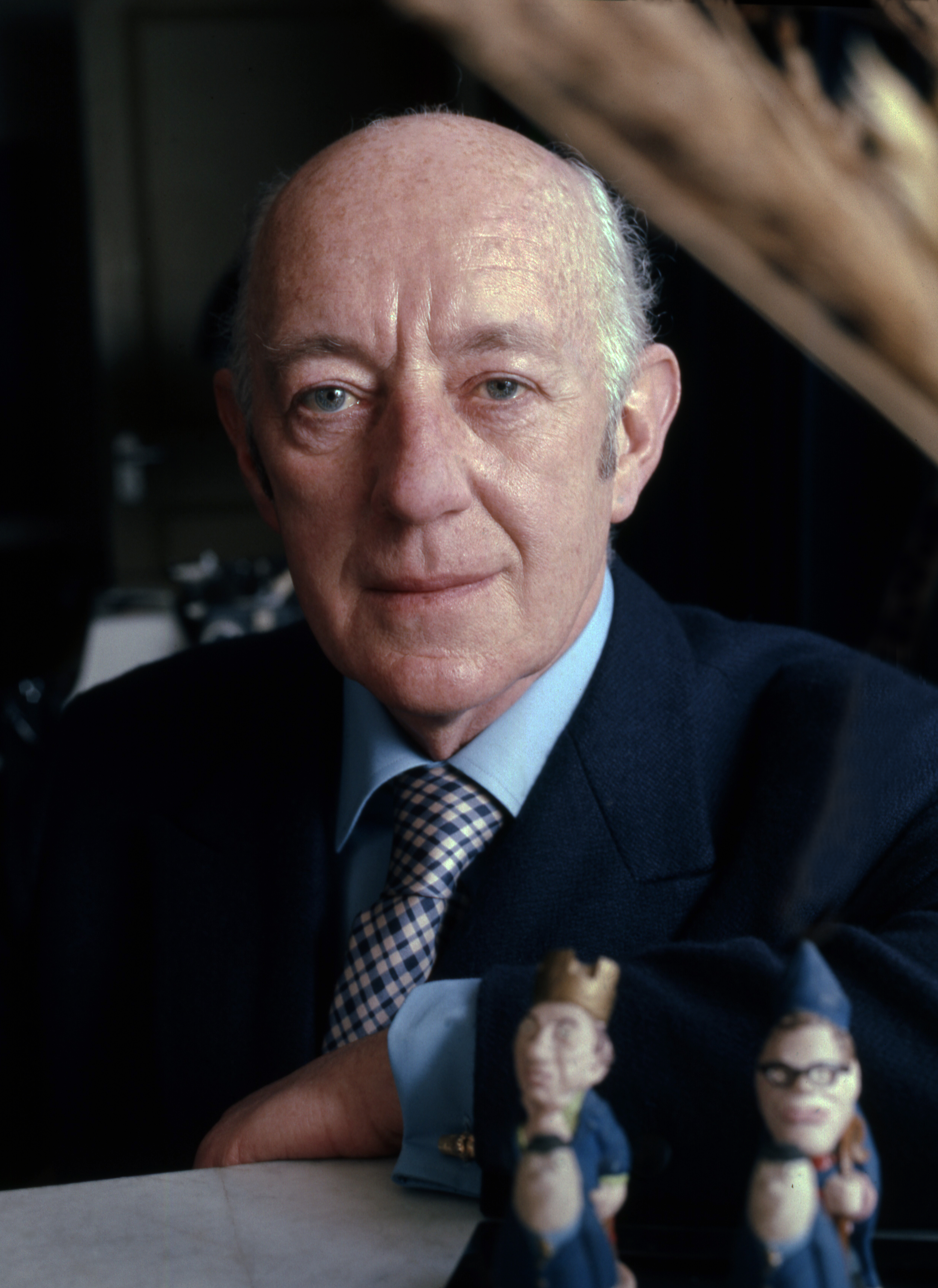
السير أليك غينيس

بعد تسعة عشر عاما من أحداث الحلقة الثالثة، أصبحت المجرة تحت حكم الإمبراطورية الشريرة. أصبح أوبي وان ناسكا يعيش بعيدا عن الحضارة في كوكب تاتوين، لكن ماضيه عاد ليلحق به عندما أنقذ لوك سكاي ووكر من شعب الرمال، وكان لوك يلاحق الآليين R2-D2 وC3PO الذان كانا يحملان رسالة لأوبي وان من الأميرة ليا حول سلاح نجمة الموت، أقوى أسلحة الإمبراطورية. روى أوبي وان للوك عن والده أناكين أنه كان أفضل طيار في المجرة وبارعا في استخدام السيف، وأنه قتل على يد فارس جيداي هو دارث فيدر. حاول أوبي وان جاهدا إقناع لوك بالذهاب إلى كوكب ألديران ليصبح فارس جيداي، واتفق الاثنان على الذهاب إلى مدينة موس إيسلي للعثور على سفينة تقلهم.
اكتشفت الإمبراطورية أن مخططات نجمة الموت سقطت على كوكب تاتوين، فأرسلت جنودا للبحث عن الآليين، وقتلوا عائلة لوك. بعد أن شاهد لوك ما حل بأسرته، قرر أن ينضم لأوبي ليصبح جيداي مثل والده. وصل الاثنان إلى المدينة، استوقفهم جنود يبحثون عن الآليين. يستخدم أوبي وان أسلوب التحكم بالعقل لتضليلهم. قابلوا المهرب هان سولو ومساعده تشوباكا داخل الحانة، وهما يعملان لدى جابا ذا هات زعيم الجريمة في الكوكب. كان الاثنان بحاجة إلى المال فأغراهما العرض الذي قدمه أوبي وان ووافقا على طلبه. يحاول جنود الإمبراطورية القبض عليهم، لكنهم يتمكنون من شق طريقهم والهرب.
يصل الفريق إلى موقع ألديران، لكنهم لم يجدوا الكوكب لأن دارث فيدر كان قد دمره. يواجه الفريق إحدى مقاتلات الإمبراطورية فيطاردونها، قبل أن يكتشفوا أنها قد جرتهم نحو نجمة الموت التي قبضت عليهم.
قام الفريق بالتسلل داخل المركبة وإنفاذ الأميرة. أحس دارث فيدر بوجود أوبي وان في السفينة، قبل أن يعثر عليه ويواجهه. يوجه فيدر ضربته نحو أوبي وان، لكن جسده اختفى ولم يبقى سوى ثوبه. توقف لوك عندما رأى نهاية المعركة، ولكنه سمع صوت أوبي وان وهو يأمره بالهرب. كان دارث فيدر سعيدا بموت أوبي وان، لأن هذا سيعني نهاية التمرد.
ظهر صوت أوبي وان وهو يخاطب لوك خلال هجوم المتمردين النهائي وينصحه بان يثق بالقوة ويثق بمشاعره. وقال له «استخدم القوة» فاستطاع لوك التقدم وتدمير نجمة الموت. وفي النهاية قال له أوبي وان «القوة ستكون معك دائما».

#### الجزء الخامس: الإمبراطورية ترد الضربة
ظهر أوبي وان عدة مرات في الحلقة الخامسة في شكل روح، حيث أرشده نحو كوكب داغوبا ليتعلم فنون الجيداي من يودا الذي كان مختبئا هناك.لم يرغب يودا بتعليم لوك، لكن أوبي وان أقنعه بذلك.

#### الحلقة السادسة: عودة الجيداي
ظهر أوبي وان مع لوك بعد موت يودا، وقال له أن يودا سيكون دائما معه. عندما سأله لوك لماذا لم يخبره الحقيقة عن والده، أجابه أوبي وان أن أناكين انتهى عندما تحول إلى الجانب المظلم وأصبح دارث فيدر. كما كشف له أيضا أن ليا هي شقيقة لوك التوأم. وقبل أن يغادر لوك نصحه أوبي وان أن يدفن مشاعره.
ظهر أوبي وان في النهاية في الاحتفال في قرية الإيووك بعد تدمير نجمة الموت الثانية ومقتل الإمبراطور، حيث ظهر طيف أوبي وان مع يودا وانضم إليهم أناكين الذي كفّر عن نفسه.

### العالم الموسع
ظهر أوبي وان في العديد من أعمال عالم حرب النجوم الموسع، من القصص المصورة والروايات وألعاب الفيديو. هذه المواد تصور أحداث حياته خارج الأفلام الستة.

#### التلفزيون
أوبي وان هو شخصية رئيسية في سلسلة الرسوم المتحركة حرب النجوم: حروب المستنسخين عام 2003 وسلسلة رسوم الكمبيوتر بنفس الاسم عام 2008، وكلاهما تقع أحداثه في الفترة بين الحلقتين الثانية والثالثة.

#### الروايات
- تظهر حياة أوبي وان قبل فيلم تهديد الشبح في رواية جود واتسون "تلميذ الجيداي" و"مسعى الجيداي”. في كتاب تلميذ الجيداي تظهر مغامرات أوبي وان عندما كان يرافق معلمه كوي غون جين. أما في مسعى الجيداي فتروي مغامراته مع أناكين في السنوات بين الحلقتين الأولى والثانية.
- تروي سلسلة آخر الجيداي بقلم جود واتسون حياة أوبي وان بين الحلقتين الثالثة والرابعة. حيث يسعى للبحث عن ناجين من مذبحة الجيداي. ويروي الكتاب أيضا تكيفه مع حياة التنسك على كوكب تاتوين، ويراقب لوك وهو يكبر من بعيد، ويكتشف أيضا أن فادر لا يزال حيا.

#### القصص المصورة
في سلسلة القصص المصورة حرب النجوم: الجمهورية، يواجه أوبي وان العديد من الأخطار في حربه ضد الانفصاليين. في هذه السلسلة، يتزايد قلقه من مؤامرات بالباتين على الجمهورية ونفوذه على أناكين.

## الأثر الثقافي
الشخصية مستوحاة جزئيا من شخصية الجنرال ماكابي روكوروتا، من الفيلم الياباني القلعة الخفية، ولعب دوره توشيرو ميفوني، وكان لوكاس قد فكر بوضعه في دور أوبي وان كينوبي. يظهر ملهى ليلي باسم «ملهى أوبي وان» في بداية فيلم إنديانا جونز ومعبد الموت، وكان لوكاس قد كتب كلا من السلسلتين. وكان هناك نادي ليلي بهذا الاسم في منطقة شيهاى من بكين، لكنه أغلق في صيف عام 2010.
في عام 2003، قام معهد الفيلم الأمريكي باختيار أوبي وان كينوبي في المرتبة 37 بين أعظم أبطال الأفلام على الإطلاق. وأدرجه موقع آي جي إن وفي المرتبة الثالثة بين أعظم شخصيات حرب النجوم،  كذلك اختارته شبكة UGO بين جميع الأبطال المفضلين على الإطلاق.
في عام 2004، أقر مجلس منطقة لوبيتش في بولندا بوضع اسم «أوبي وان كينوبي» على أحد الشوارع في غرابوفييتس، وهي قرية صغيرة قرب تورون.

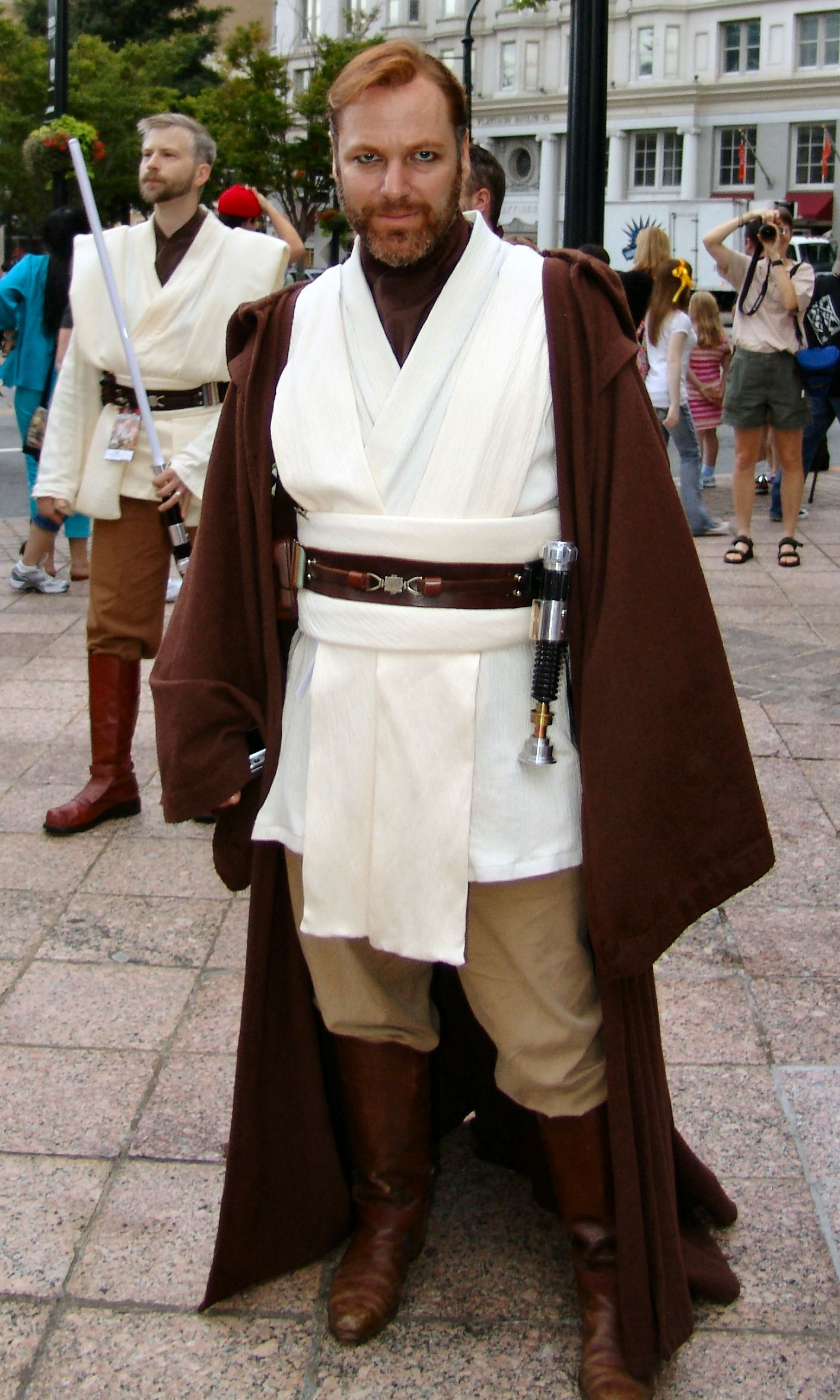
شخص بزي أوبي وان (الثلاثية التالية)
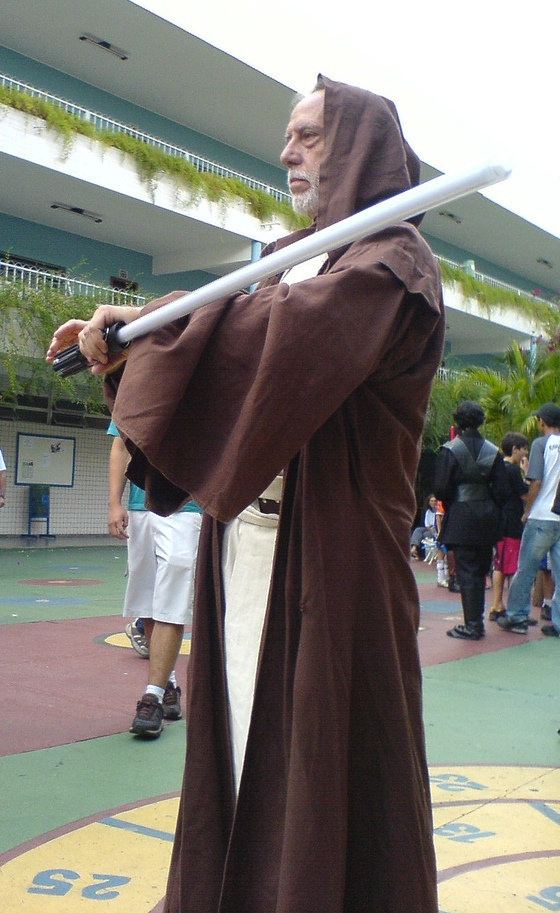
شخص بزي أوبي وان (الثلاثية الأصلية)

## وصلات خارجية
- Obi-Wan Kenobi في قاعدة بيانات الأفلام على الإنترنت